# 廣岡大志
- 広岡大志

廣岡 大志（ひろおか たいし、1997年4月9日 - ）は、大阪府大阪市阿倍野区出身のプロ野球選手（内野手、外野手）。右投右打。オリックス・バファローズ所属。

## 経歴

### プロ入り前
大阪市立苗代小学校4年生時に、オール松原ボーイズで硬式野球を始めた。その前はスノーボードに夢中だった。
市立昭和中学校への進学後も、オール松原ボーイズに所属した。第42回日本少年野球全国春季大会では大会直前に父が亡くなったが、主将としてチームを引っ張り全国制覇を成し遂げた。15Uアジア・チャレンジマッチ2012では小笠原慎之介らと共に日本代表に選ばれた。
智辯学園高校に進学し、1年春からベンチ入り。秋にはレギュラーを掴むと、第86回選抜高等学校野球大会では初戦の三重高校戦では4番を、佐野日大高校戦では1番を打った。2年時の第96回全国高等学校野球選手権大会では初戦の明徳義塾戦で9回に本塁打を打つが、4-10で敗れた。新チームではキャプテンとなり遊撃手を任せられるが、3年夏の奈良県大会は甲子園に出場した天理高校と2回戦で当たり敗れた。高校通算25本塁打。野球部には1学年先輩に、後にプロでもチームメイトとなった岡本和真がおり、1学年後輩に村上頌樹がいた。
2015年10月22日に行われたプロ野球ドラフト会議で、東京ヤクルトスワローズから2位指名を受け、契約金5000万円、年俸600万円（金額は推定）という条件で入団した。背番号は36。

### ヤクルト時代

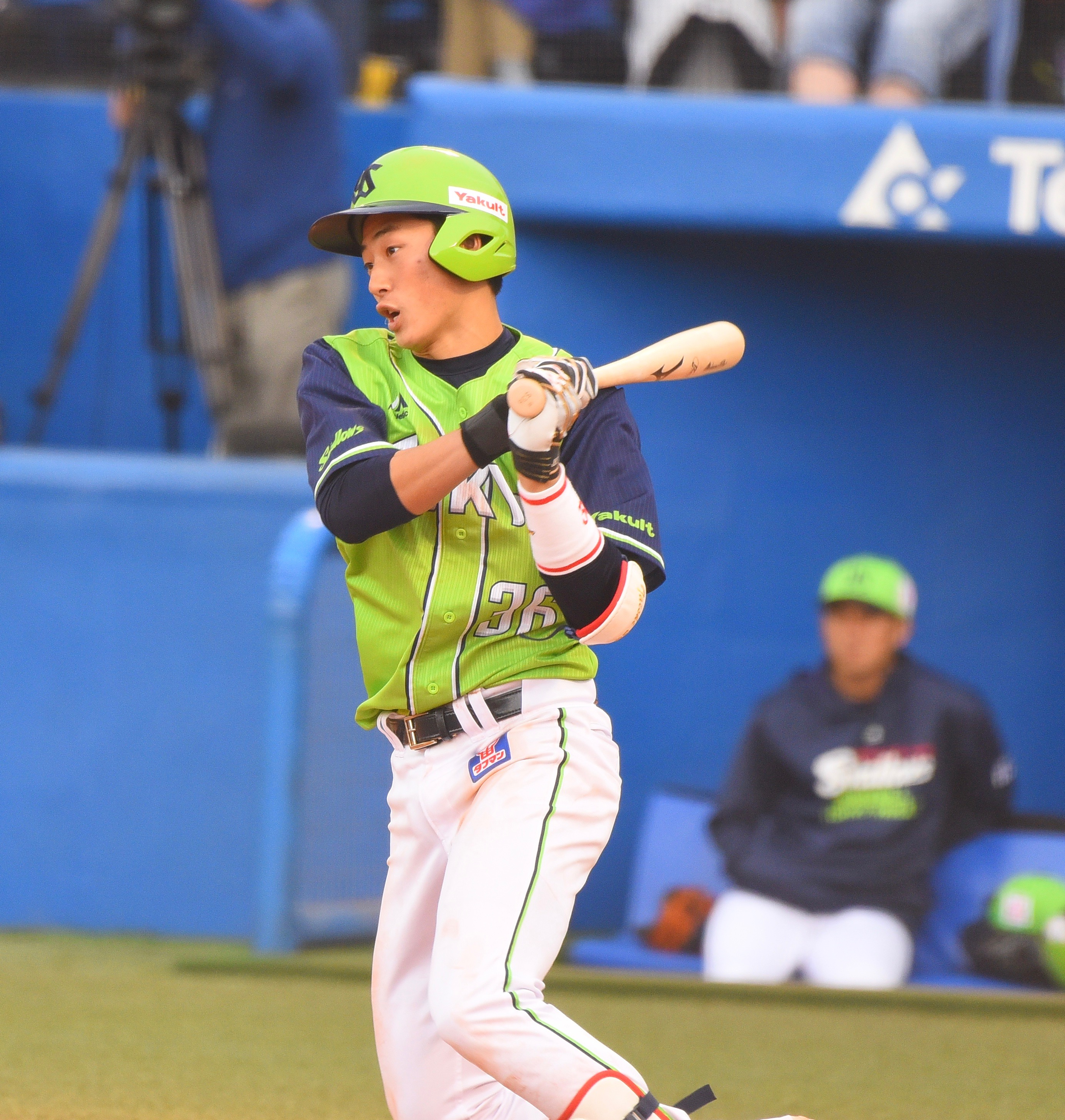
東京ヤクルトスワローズ時代
（2018年4月7日 明治神宮野球場）

2016年は、フレッシュオールスターゲームに、イースタン・リーグの監督推薦選手として出場した。9月29日の対横浜DeNAベイスターズ戦（横浜スタジアム）に、「8番・遊撃手」として先発出場し、一軍初出場を果たした。2回表一死一・三塁で迎えた初打席で、この試合が現役最後の登板になった三浦大輔から一軍初本塁打を打った。セ・リーグにおける、高卒の新人野手によるNPB一軍公式戦での初打席初本塁打は、1960年の高木守道以来56年ぶりの快挙であった。チームのレギュラーシーズン最終戦だった10月1日の対広島東洋カープ戦（MAZDA Zoom-Zoom スタジアム広島）にも「7番・遊撃手」で出場し、2試合を通じて打率.429（7打数3安打）、1本塁打、3打点という成績を残した。イースタン・リーグ公式戦には113試合へ出場し、リーグの規定打席に到達。打率.218、リーグ最多の114三振、失策26を記録する一方で、チーム唯一の2桁本塁打（10本）を打ち、チームトップの47打点を挙げた。オフの10月12日に第1回WBSC U-23ワールドカップの日本代表に選出された。11月7日のオーストラリア代表との決勝戦で3点本塁打を記録している。最終的に優勝を果たした。11月22日、推定年俸630万円で契約を更改した。
2017年は、11試合へ出場し打率.250、1打点を記録した。チームのレギュラーシーズン最終戦だった10月3日の対読売ジャイアンツ戦では「7番・三塁手」として先発出場し、3打数2安打を記録。オフに、70万円増の推定年俸700万円で契約を更改した。
2018年は、「7番・遊撃手」として自身初の開幕戦先発出場を果たした。4月7日の対読売ジャイアンツ戦では5打数5安打2打点を記録したが、その後は不振に陥ったものの、45試合出場、打率.209、本塁打2、10打点を記録した。オフに、170万円増の推定年俸870万円で契約を更改した。
2019年は、オープン戦の好調を受け、「7番・遊撃手」として2年連続の開幕戦先発出場を勝ち取るも打撃に苦しみ、6月13日の対東北楽天ゴールデンイーグルス戦において、1969年の浜村健史以来50年ぶりとなる、開幕41打席連続無安打を記録した。同14日の対埼玉西武ライオンズ戦でシーズン初ヒットを記録して以降は再び遊撃手と三塁手としての先発出場が増えた。9月は月間打率.333を記録し本塁打を重ねていき、9月22日の対巨人戦で自身初の2桁本塁打を達成と長打力を見せた。序盤の不振もあり打率は.203に留まったが243打席で33四球を選び、出塁率は打率より1割以上高い.319となるなど選球眼の向上も果たした。オフに、630万円増の推定年俸1500万円で契約を更改した。
2020年は、遊撃手・三塁手のアルシデス・エスコバーが入団したこともあり、代打などでの起用が中心となり87試合の出場となった。また、二塁手や外野手として守備についたこともあった。最終的には、打率.215、8本塁打、15打点、4盗塁を記録。オフに、100万円増の推定年俸1600万円で契約を更改した。

### 巨人時代
2021年3月1日、田口麗斗との交換トレードで読売ジャイアンツに移籍することが発表された。背番号は32。
開幕は二軍で迎えたが、4月1日に一軍に昇格した。上旬のうちには二軍降格する予定だったものの、チームで新型コロナウイルス感染者が発生したことにより、一転して一軍に残留。その後、4月13日の中日ドラゴンズ戦では「7番・一塁手」で先発出場すると同点の7回二死の場面で大野雄大から右翼へ移籍後初本塁打となる勝ち越し本塁打を打ちこれが決勝点となりチームの勝利に貢献した。以降もアピールを続け、4月は16試合に出場し、打率.259、1本塁打の成績を挙げていたが、26日に出場選手登録を抹消された。二軍では主に遊撃手として起用され、正遊撃手の坂本勇人が負傷離脱したことも受けて、5月11日に再度一軍に合流した。5月・6月は打率1割台と調子を取り戻せず、坂本の一軍復帰後の6月15日に出場選手登録を再度抹消された。二軍調整の間、2試合連続本塁打を打つなど好調な様子を見せ、30日に一軍に合流。最終的に78試合に出場し、打率.189、5本塁打、15打点を記録。オフに、300万円増となる推定年俸1900万円で契約を更改した。
2022年は、坂本勇人が開幕直前に負傷し離脱したことで「2番・遊撃手」として移籍後初の開幕戦先発出場を果たした。開幕3戦目で坂本が復帰すると以降は代打・守備固めに回ったが、結果を残せず4月18日に出場選手登録を抹消された。その後、29日に一軍に合流するも5月15日に再び出場選手登録を抹消された。8月21日に後半戦初昇格を果たすも代打で空振り三振した1打席のみでわずか1日で登録抹消された。最終的に28試合に出場に留まり、打率.180でノーアーチに終わった。オフに、200万円減となる推定年俸1700万円で契約を更改した。
2023年は、5月5日の中日ドラゴンズ戦に「1番・二塁手」として先発出場し、プロ入り後初となる先頭打者本塁打を放った。5月14日に出場登録を抹消されるまでに9試合に出場し、打率.214、1本塁打、2打点にとどまっていた。

### オリックス時代
2023年5月17日、鈴木康平とのトレードにより、オリックス・バファローズに移籍することが発表された。背番号は30。5月24日の楽天戦で移籍後初の先発出場を果たすと4回に初安打を記録。5月28日の西武戦では、プロ入り初めて中堅手として先発出場し、同点で迎えた5回には平良海馬から先制打となる移籍後初本塁打を放った。シーズンを通しては53試合に出場し、打率.203、2本塁打、11打点という成績を残し、ポストシーズンでは日本シリーズに初出場し、4試合に先発出場を果たした。12月7日、300万円増となる推定年俸2000万円で契約を更改した。
2024年はシーズン全体では61試合に出場したが、打率.194と低迷した。一方、守備面では内野手登録ながら外野手として44試合に出場。守備面を評価され、オフには200万円増の推定年俸2200万円で契約を更改した。
2025年4月22日の福岡ソフトバンクホークス戦においてこの年初めて1番打者として起用されると、2023年以来2年ぶりの本塁打となる先頭打者本塁打を記録した。以降、流動的だったチームの1番打者に定着した。5月14日の北海道日本ハムファイターズ戦では齋藤友貴哉から自身初の満塁本塁打を放った。6月6日の阪神タイガース戦では、一塁走者として二塁へスライディングした際に阪神の遊撃手の小幡竜平と交錯し守備妨害を宣告され、警告も与えられた。交錯した際に右脇腹を負傷して交代するも、翌日以降は試合への出場を続け、12日の横浜DeNAベイスターズ戦で決勝打を打つ活躍を見せるも、この試合の最終打席で脇腹を再度痛めた。ここまで53試合に出場して打率.302、4本塁打、13打点と好調を維持していたが、翌13日に右肋骨骨折との診断を受け、登録を抹消された。
8月17日の西武戦で中村祐太からサヨナラ本塁打を放った。

## 選手としての特徴
広角に打ち分ける技術があり、リストが柔らかくスイングの速さとパワーが魅力。2025年シーズンは簡単に三振しないようにする意識づけから、同年5月時点では2ストライクに追い込まれてからの打率が高めの粘り強いスタイルとなっている。
50メートル走6秒2の脚力も持つ。一塁や二塁、遊撃などを守れるユーティリティープレイヤーの面も高く評価されており、強肩と脚力を生かした守備範囲の広さを誇る。

## 人物
実家は精肉店を営んでいる。
祖母は阪神ファンだが、廣岡自身は巨人ファンの父親の影響で幼少期は巨人ファンであった。
小学生のころから、右投右打ながら左で投げたり打ったりを繰り返したり、三塁方向へベースランニングを行うなど、体の重心や筋肉の付き方が偏らない動きを意識して行っている。そのためか野球人生において大きな故障を負ったことがないと答えていた。

## 詳細情報

### 年度別打撃成績
| 年 度     | 球 団      | 試 合 | 打 席 | 打 数 | 得 点 | 安 打 | 二 塁 打 | 三 塁 打 | 本 塁 打 | 塁 打 | 打 点 | 盗 塁 | 盗 塁 死 | 犠 打 | 犠 飛 | 四 球 | 敬 遠 | 死 球 | 三 振 | 併 殺 打 | 打 率 | 出 塁 率 | 長 打 率 | O P S |
| --------- | ---------- | ----- | ----- | ----- | ----- | ----- | -------- | -------- | -------- | ----- | ----- | ----- | -------- | ----- | ----- | ----- | ----- | ----- | ----- | -------- | ----- | -------- | -------- | ----- |
| 2016      | ヤクルト   | 2     | 7     | 7     | 2     | 3     | 0        | 0        | 1        | 6     | 3     | 0     | 0        | 0     | 0     | 0     | 0     | 0     | 2     | 0        | .429  | .429     | .857     | 1.286 |
| 2017      | ヤクルト   | 11    | 31    | 28    | 6     | 7     | 1        | 0        | 0        | 8     | 1     | 0     | 0        | 0     | 0     | 2     | 0     | 1     | 11    | 1        | .250  | .323     | .286     | .608  |
| 2018      | ヤクルト   | 45    | 125   | 115   | 11    | 24    | 6        | 0        | 2        | 36    | 10    | 0     | 0        | 4     | 1     | 5     | 0     | 0     | 36    | 2        | .209  | .240     | .313     | .553  |
| 2019      | ヤクルト   | 91    | 243   | 202   | 32    | 41    | 6        | 1        | 10       | 79    | 25    | 1     | 1        | 5     | 1     | 33    | 0     | 2     | 77    | 4        | .203  | .319     | .391     | .710  |
| 2020      | ヤクルト   | 87    | 142   | 121   | 15    | 26    | 4        | 0        | 8        | 54    | 15    | 4     | 0        | 3     | 2     | 16    | 0     | 0     | 43    | 4        | .215  | .302     | .446     | .748  |
| 2021      | 巨人       | 78    | 117   | 106   | 11    | 20    | 2        | 2        | 5        | 41    | 15    | 2     | 1        | 0     | 1     | 7     | 0     | 3     | 25    | 2        | .189  | .256     | .387     | .643  |
| 2022      | 巨人       | 28    | 60    | 50    | 5     | 9     | 3        | 1        | 0        | 14    | 4     | 0     | 0        | 2     | 0     | 7     | 0     | 1     | 16    | 2        | .180  | .293     | .280     | .573  |
| 2023      | 巨人       | 9     | 30    | 28    | 5     | 6     | 0        | 0        | 1        | 9     | 2     | 1     | 0        | 0     | 1     | 0     | 0     | 1     | 8     | 0        | .214  | .233     | .321     | .555  |
| 2023      | オリックス | 44    | 103   | 90    | 12    | 18    | 4        | 1        | 1        | 27    | 9     | 0     | 2        | 1     | 0     | 12    | 1     | 0     | 26    | 2        | .200  | .294     | .300     | .594  |
| '23計     | オリックス | 53    | 133   | 118   | 17    | 24    | 4        | 1        | 2        | 36    | 11    | 1     | 2        | 1     | 1     | 12    | 1     | 1     | 34    | 2        | .203  | .280     | .305     | .585  |
| 2024      | オリックス | 61    | 119   | 108   | 11    | 21    | 6        | 0        | 0        | 27    | 5     | 2     | 0        | 0     | 1     | 10    | 0     | 0     | 31    | 2        | .194  | .261     | .250     | .511  |
| 通算：9年 | 通算：9年  | 456   | 977   | 855   | 110   | 175   | 32       | 5        | 28       | 301   | 89    | 10    | 4        | 15    | 7     | 92    | 1     | 8     | 275   | 19       | .205  | .286     | .352     | .638  |

- 2024年度シーズン終了時

### 年度別守備成績
内野守備
| 年 度 | 球 団      | 一塁  | 一塁  | 一塁  | 一塁  | 一塁  | 一塁     | 二塁  | 二塁  | 二塁  | 二塁  | 二塁  | 二塁     | 三塁  | 三塁  | 三塁  | 三塁  | 三塁  | 三塁     | 遊撃  | 遊撃  | 遊撃  | 遊撃  | 遊撃  | 遊撃     |
| 年 度 | 球 団      | 試 合 | 刺 殺 | 補 殺 | 失 策 | 併 殺 | 守 備 率 | 試 合 | 刺 殺 | 補 殺 | 失 策 | 併 殺 | 守 備 率 | 試 合 | 刺 殺 | 補 殺 | 失 策 | 併 殺 | 守 備 率 | 試 合 | 刺 殺 | 補 殺 | 失 策 | 併 殺 | 守 備 率 |
| ----- | ---------- | ----- | ----- | ----- | ----- | ----- | -------- | ----- | ----- | ----- | ----- | ----- | -------- | ----- | ----- | ----- | ----- | ----- | -------- | ----- | ----- | ----- | ----- | ----- | -------- |
| 2016  | ヤクルト   | -     | -     | -     | -     | -     | -        | -     | -     | -     | -     | -     | -        | -     | -     | -     | -     | -     | -        | 2     | 6     | 3     | 0     | 0     | 1.000    |
| 2017  | ヤクルト   | -     | -     | -     | -     | -     | -        | -     | -     | -     | -     | -     | -        | 4     | 1     | 6     | 0     | 0     | 1.000    | 7     | 7     | 6     | 0     | 2     | 1.000    |
| 2018  | ヤクルト   | -     | -     | -     | -     | -     | -        | -     | -     | -     | -     | -     | -        | 12    | 5     | 14    | 0     | 1     | 1.000    | 25    | 27    | 56    | 5     | 10    | .943     |
| 2019  | ヤクルト   | 2     | 3     | 0     | 0     | 0     | 1.000    | -     | -     | -     | -     | -     | -        | 29    | 13    | 26    | 3     | 3     | .929     | 58    | 66    | 116   | 10    | 27    | .948     |
| 2020  | ヤクルト   | 1     | 3     | 0     | 0     | 0     | 1.000    | 15    | 14    | 12    | 1     | 2     | .963     | 40    | 8     | 21    | 2     | 3     | .935     | 6     | 4     | 10    | 0     | 3     | 1.000    |
| 2021  | 巨人       | 15    | 42    | 2     | 0     | 3     | 1.000    | 15    | 21    | 17    | 0     | 4     | 1.000    | 5     | 2     | 1     | 0     | 0     | 1.000    | 25    | 27    | 31    | 1     | 9     | .983     |
| 2022  | 巨人       | 6     | 13    | 1     | 0     | 2     | 1.000    | 7     | 11    | 14    | 2     | 3     | .926     | -     | -     | -     | -     | -     | -        | 11    | 13    | 13    | 3     | 1     | .897     |
| 2023  | 巨人       | 2     | 4     | 0     | 0     | 2     | 1.000    | 6     | 9     | 12    | 0     | 6     | 1.000    | 2     | 0     | 0     | 0     | 0     | ----     | -     | -     | -     | -     | -     | -        |
| 2023  | オリックス | 12    | 13    | 1     | 0     | 2     | 1.000    | 2     | 4     | 7     | 0     | 0     | 1.000    | 14    | 4     | 9     | 2     | 0     | .867     | -     | -     | -     | -     | -     | -        |
| '23計 | オリックス | 14    | 17    | 1     | 0     | 4     | 1.000    | 8     | 13    | 19    | 0     | 6     | 1.000    | 16    | 4     | 9     | 2     | 0     | .867     | -     | -     | -     | -     | -     | -        |
| 2024  | オリックス | 9     | 24    | 0     | 0     | 3     | 1.000    | 2     | 1     | 0     | 0     | 0     | 1.000    | 8     | 2     | 7     | 2     | 0     | .818     | -     | -     | -     | -     | -     | -        |
| 通算  | 通算       | 47    | 102   | 4     | 0     | 12    | 1.000    | 47    | 60    | 62    | 3     | 15    | .976     | 114   | 35    | 84    | 9     | 7     | .930     | 134   | 150   | 235   | 19    | 52    | .953     |

外野守備
| 年 度 | 球 団      | 外野  | 外野  | 外野  | 外野  | 外野  | 外野     |
| 年 度 | 球 団      | 試 合 | 刺 殺 | 補 殺 | 失 策 | 併 殺 | 守 備 率 |
| ----- | ---------- | ----- | ----- | ----- | ----- | ----- | -------- |
| 2020  | ヤクルト   | 18    | 9     | 0     | 0     | 0     | 1.000    |
| 2021  | 巨人       | 6     | 4     | 0     | 1     | 0     | .800     |
| 2023  | オリックス | 19    | 25    | 1     | 1     | 0     | .963     |
| 2024  | オリックス | 44    | 39    | 1     | 0     | 0     | 1.000    |
| 通算  | 通算       | 87    | 77    | 2     | 2     | 0     | .975     |

- 2024年度シーズン終了時

### 記録
初記録
- 初出場・初先発出場：2016年9月29日、対横浜DeNAベイスターズ25回戦（横浜スタジアム）、「8番・遊撃手」で先発出場
- 初打席・初安打・初本塁打・初打点：同上、2回表に三浦大輔から左越3ラン ※史上59人目の初打席初本塁打[12]
- 初盗塁：2019年8月12日、対横浜DeNAベイスターズ19回戦（明治神宮野球場）、6回裏に二盗（投手：東克樹、捕手：戸柱恭孝）

その他の記録
- 開幕からの41打席連続無安打：2019年 ※浜村健史と並び野手では史上最長[20]
- 同一シーズンに両リーグで本塁打：2023年 ※史上8人目[61]

### 背番号
- 36（2016年[10] - 2021年2月28日）
- 32（2021年3月1日[26] - 2023年5月17日）
- 30（2023年5月18日[42] - ）
- 5（2016 WBSC U-23ワールドカップ日本代表）

### 代表歴
- 2016 WBSC U-23ワールドカップ 日本代表